# Woyna Hrabia

Herb

Woyna Hrabia – polski herb hrabiowski, odmiana herbu Trąby, nadany w Galicji.

## Opis herbu
Opis z wykorzystaniem klasycznych zasad blazonowania:
W polu srebrnym trzy trąby czarne połączone pierścieniem złotym jedna ku górze wylotem w prawo, druga w lewo skos wylotem ku dołowi w prawo, trzecia w pas wylotem ku górze, wszystkie o dwóch okuciach złotych, z takimż sznurem zakręconym i z takimiż ustnikami i wylotami. Nad tarczą korona hrabiowska, nad którą hełm z klejnotem: pięć piór strusich. Labry: czarne, podbite srebrem. Trzymacze: dwa lwy wspięte złote.

## Najwcześniejsze wzmianki
Nadany z tytułem hrabiowskim Galicji Zachodniej (hoch- und wohlgeboren, graf von) Franciszkowi Ksaweremu Woynie 9 stycznia 1800 roku. Podstawą nadania tytułu był patent szlachecki dla Galicji Zachodniej z 27 września 1798 roku, wywód przodków, godność komisarza skarbowego, posła na sejm i członka Rady Nieustającej, kawalera orderów Św. Stanisława i Orła Białego, wicekanclerza Kancelarii Galicyjskiej, zasługi przy przyłączaniu Krakowa i okolic do Galicji oraz funkcja radcy cesarskiego. Ponadto w czasach I Rzeczypospolitej obdarowany pełnił funkcje starosty stanisławskiego, szambelana królewskiego oraz generała majora wojsk koronnych.

## Herbowni
Jedna rodzina herbownych:
graf von Woyna.